# Skövde HF
Skövde HF (Skövde Handbollsflickor, deutsch: Handballmädchen Skövde) ist ein schwedischer Handballverein aus Skövde. Seine Heimspiele trägt der Verein in der Arena Skövde aus.

## Geschichte
Der Verein wurde 1949 durch Herman Somby gegründet. Im Verein wurde auch Fußball für Frauen angeboten.
1950/51 war die erste Spielzeit im Hallenhandball. 1956/57 spielte der Verein in der Division 2, der Aufstieg in die Allsvenskan gelang 1962/63. Nach dem zweiten Platz in der Saison 1988/89 wurde die Qualifikation für die höchste schwedische Spielklasse, die Elitserien, verpasst. In der Saison 1990/91 verlor die Mannschaft das Playoff gegen Spårvägen. Auch 1991/92 verlor man im Playoff. Nach dem zweiten Platz in der Allsvenskan in der Saison 1995/96 gelang dann der Aufstieg in die Elitserien, in der man in der ersten Saison den 7. Platz belegte. Nach der Saison 1999/2000 stieg die Mannschaft ab, in der Folgesaison aber wieder auf.
In der Saison 2004/05 verlor das Team das Finale der schwedischen Meisterschaft gegen Skuru IK vor 12.000 Zuschauern im Stockholmer Globen mit 23:24 (10:13). 2005/06 wurde die Mannschaft Seriensieger und verlor das Finale vor 10.132 Zuschauern im Göteborger Scandinavium gegen IK Sävehof mit 21:22 nach Verlängerung. Auch in der Saison 2006/07 stand die Mannschaft im Finale der schwedischen Meisterschaft, erneut verlor man gegen IK Sävehof im Globen: 10.112 Zuschauer sahen ein 27:29 (14:12) nach Verlängerung. Erst in der Saison 2007/08 gelang der Mannschaft aus Skövde der Gewinn der Meisterschaft. Vor 11.456 im Scandinavium gewann man gegen IK Sävehof mit 31:24 (13:11).

## Bekannte Spielerinnen
Zu den bekannteren, ehemaligen Spielerinnen des Vereins gehören Madeleine Gustafsson, Linnea Torstenson und Matilda Boson.

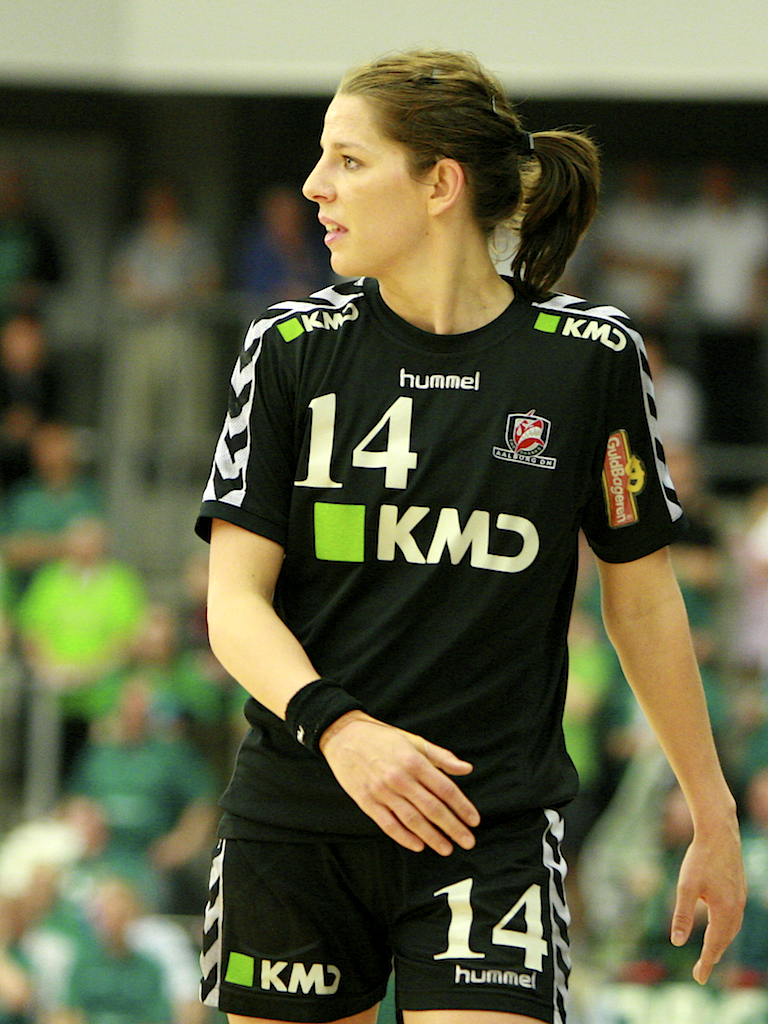
Matilda Boson
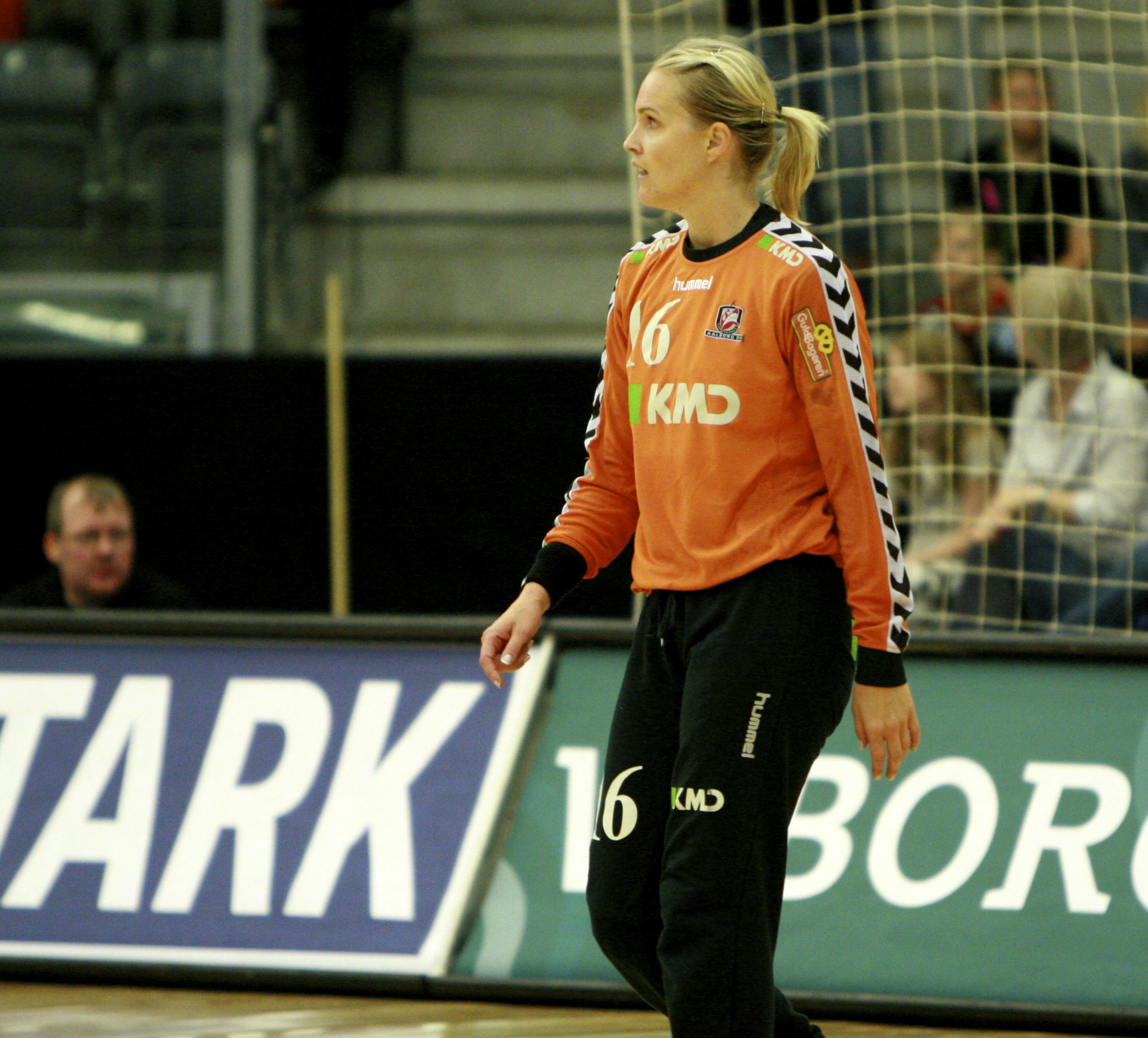
Madeleine Grundström
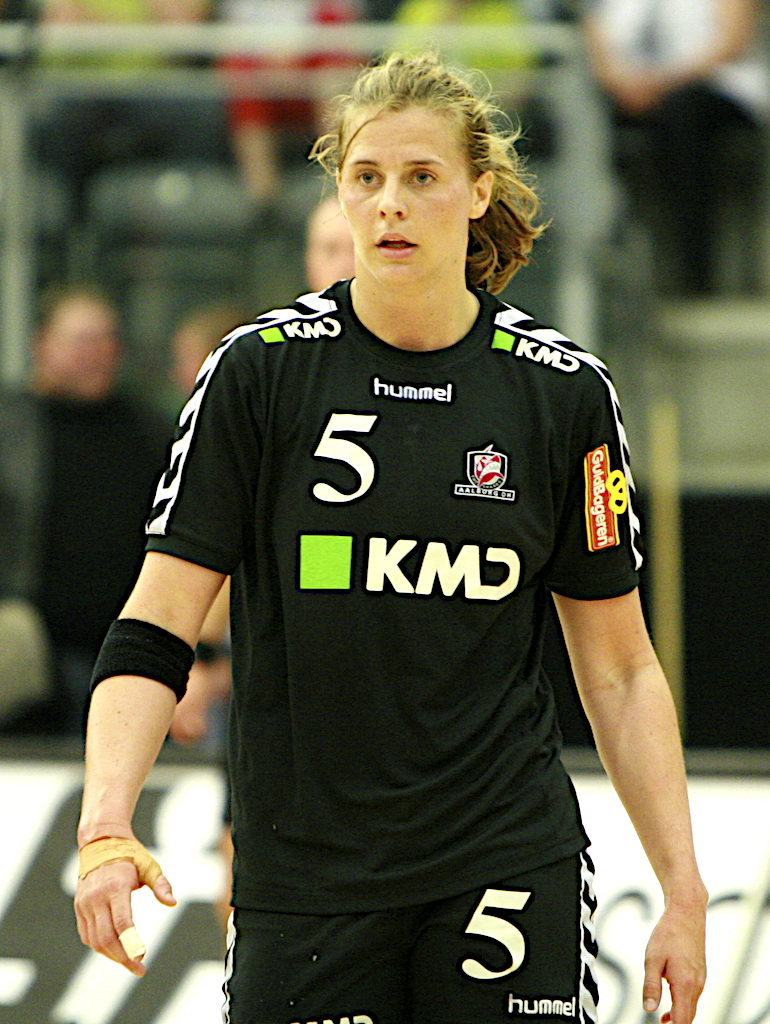
Linnea Torstenson